# Fadogia ancylantha
Fadogia ancylantha är en måreväxtart som beskrevs av Georg August Schweinfurth. Fadogia ancylantha ingår i släktet Fadogia och familjen måreväxter. Inga underarter finns listade i Catalogue of Life.